# Ankara (prowincja)
Ankara (tur. Ankara ili) – jedna z 81 prowincji Turcji, znajdująca się w środkowej części kraju.
Od północnego zachodu graniczy z prowincją Bilecik, od zachodu z prowincją Eskişehir, od południa z prowincjami Konya i Aksaray, od wschodu z prowincjami Kırıkkale i Kırşehir oraz z prowincją Çankırı od północnego wschodu.
Władzę w prowincji sprawuje deputowany przez turecki rząd.
Powierzchnia prowincji to 25 706 km². Liczba ludności zgodnie z danymi z 2006 roku wynosi 5 017 914, a gęstość zaludnienia 197,5 osoby/km². Stolicą prowincji jest Ankara.

## Podział administracyjny
| 6 5 Ayaş Bala 3 Çubuk Elmadağ 1 Gölbaşı Kalecik Kazan 4 Mamak 7 2 Beypazarı Çamlıdere Evren Güdül Haymana Kızılcahamam Nallıhan Polatlı Şerefli koçhisar 1: Etimesgut 2: Yenimahalle 3: Çankaya 4: Keçiören 5: Altındağ 6: Akyurt 7: Sincan |

Prowincja Ankara dzieli się na 24 dystrykty (İlçe). Są to:
- Akyurt
- Altındağ
- Ayaş
- Bala
- Beypazarı
- Çamlıdere
- Çankaya
- Çubuk
- Elmadağ
- Etimesgut
- Evren
- Gölbaşı
- Güdül
- Haymana
- Kalecik
- Kazan
- Keçiören
- Kızılcahamam
- Mamak
- Nallıhan
- Polatlı
- Sincan
- Yenimahalle
- Şereflikoçhisar